# David di Donatello per la migliore acconciatura
Il David di Donatello per la migliore acconciatura è un premio cinematografico assegnato annualmente nell'ambito dei David di Donatello, a partire dall'edizione del 2022.
Nato nell'edizione del 2008 come David di Donatello per il miglior acconciatore, dall'edizione del 2022 si chiama David di Donatello per la migliore acconciatura così che il premio faccia riferimento a tutti i truccatori.

## Vincitori e candidati
I vincitori sono indicati in grassetto.

### Anni 2000
- 2008
  - Maria Teresa Corridoni – I Viceré
  - Aldina Governatori – Giorni e nuvole
  - Giorgio Gregorini – Scusa ma ti chiamo amore
  - Ferdinando Merolla – Hotel Meina
  - Sharim Sabatini – Caos calmo

- 2009
  - Aldo Signoretti – Il divo
  - Alessandro Bertolazzi – Caravaggio
  - Enrico Iacoponi – Sanguepazzo
  - Vincenzo Mastrantonio – Due partite
  - Luigi Rocchetti – I demoni di San Pietroburgo

### Anni 2010
- 2010
  - Alberta Giuliani – Vincere
  - Giusy Bovino – Baarìa
  - Aldo Signoretti e Susana Sanchez Nunez – Io, Don Giovanni
  - Daniela Tartari – L'uomo che verrà
  - Massimo Gattabrusi – La prima cosa bella

- 2011
  - Aldo Signoretti – Noi credevamo
  - Ferdinando Merolla – Amici miei - Come tutto ebbe inizio
  - Maurizio Tamagnini – Christine Cristina
  - Massimo Gattabrusi – La solitudine dei numeri primi
  - Teresa Di Serio – Qualunquemente
  - Claudia Pallotti e Teresa Di Serio – Vallanzasca - Gli angeli del male

- 2012
  - Kim Santantonio – This Must Be the Place
  - Carlo Barucci – Habemus Papam
  - Mauro Tamagnini – La kryptonite nella borsa
  - Francesca De Simone – Magnifica presenza
  - Ferdinando Merolla – Romanzo di una strage

- 2013
  - Daniela Tartari – Reality
  - Carlo Barucci e Marco Perna – Viva la libertà
  - Stefano Ceccarelli – La migliore offerta
  - Giorgio Gregorini – Diaz - Don't Clean Up This Blood
  - Francesco Pegoretti – Educazione siberiana

- 2014
  - Aldo Signoretti – La grande bellezza
  - Francesca De Simone – Allacciate le cinture
  - Stéphane Desmarez – Il capitale umano
  - Massimo Gattabrusi – Anni felici
  - Sharim Sabatini – La sedia della felicità

- 2015
  - Aldo Signoretti e Alberta Giuliani – Il giovane favoloso
  - Rodolfo Sifari – Anime nere
  - Daniela Tartari – Ho ucciso Napoleone
  - Alberta Giuliani – Latin Lover
  - Carlo Barucci – Maraviglioso Boccaccio

- 2016
  - Francesco Pegoretti – Il racconto dei racconti - Tale of Tales
  - Elena Gregorini – La corrispondenza
  - Angelo Vannella – Lo chiamavano Jeeg Robot
  - Sharim Sabatini – Non essere cattivo
  - Aldo Signoretti – Youth - La giovinezza

- 2017
  - Daniela Tartari – La pazza gioia
  - Mauro Tamagnini – Fai bei sogni
  - Massimiliano Gelo – In guerra per amore
  - Vincenzo Cormaci – Indivisibili
  - Alessio Pompei – Veloce come il vento

- 2018
  - Daniela Altieri – Nico, 1988
  - Antonio Fidato – Ammore e malavita
  - Sharim Sabatini – Brutti e cattivi
  - Mauro Tamagnini – Fortunata
  - Paola Genovese – Riccardo va all'inferno

- 2019
  - Aldo Signoretti – Loro
  - Gaetano Panico – Capri-Revolution
  - Manolo Garcia – Chiamami col tuo nome (Call Me by Your Name)
  - Daniela Tartari – Dogman
  - Massimo Gattabrusi – Moschettieri del re - La penultima missione

### Anni 2020
- 2020
  - Francesco Pegoretti – Pinocchio
  - Marzia Colomba – Il primo re
  - Alberta Giuliani – Il traditore
  - Daniela Tartari – Martin Eden
  - Manolo García – Suspiria

- 2021
  - Aldo Signoretti – Volevo nascondermi
  - Daniele Fiori – Favolacce
  - Massimiliano Duranti – Hammamet
  - Aldina Governatori – Le sorelle Macaluso
  - Domingo Santoro – Miss Marx

- 2022
  - Marco Perna – Freaks Out
  - Alberta Giuliani – 7 donne e un mistero
  - Giuseppina Rotolo – A Chiara
  - Luca Pompozzi – Diabolik
  - Francesco Pegoretti – I fratelli De Filippo

- 2023
  - Desiree Corridoni – L'ombra di Caravaggio
  - Alberta Giuliani – Esterno notte
  - Samantha Mura – Il signore delle formiche
  - Daniela Tartari – L'immensità
  - Rudy Sifari – La stranezza

- 2024
  - Alberta Giuliani – Rapito
  - Teresa Di Serio – C'è ancora domani
  - Massimo Gattabrusi – Comandante
  - Stefano Ciammitti e Dalia Colli – Io capitano
  - Daniela Tartari – La chimera

- 2025
  - Aldo Signoretti e Domingo Santoro – Le Déluge - Gli ultimi giorni di Maria Antonietta
  - Desiree Corridoni – Berlinguer - La grande ambizione
  - Marta Iacoponi e Carla Indoni – Gloria!
  - Marco Perna – Parthenope
  - Tiziana Argiolas – Vermiglio